# ソニー・ダイナミック・デジタル・サウンド
ソニー・ダイナミック・デジタル・サウンド（Sony Dynamic Digital Sound）は、SDDS社（現：Sony Cinema Products Corporation）の開発した音声の符号化方式および劇場用音響システムなどの総称。
SDDSで上映された最初の作品は、ラスト・アクション・ヒーロー（1993年アメリカ映画）で7.1chサラウンド（正式には8ch）で上映された。

## 概要
映画用35mmフィルムの両サイドに分けて音声圧縮データを光学録音したもので、最大8chサラウンドで再生する。サブウーハーチャンネルも全ての音声帯域を再生できる能力を持っている為、8chと表記される。スピーカーは、フロントが5chで、レフト、レフトセンター、センター、ライトセンター、ライトとなり、別にサブウーハーで、サラウンド用にレフトサラウンドとライトサラウンドが配置される。ドルビーデジタルプラス等で、採用している7.1chとは、違う配置となっており、70mmフィルムのスピーカー配置になっている。
ATRAC方式で音声データ圧縮されるので圧縮率はリニアPCMに対して1/5で、DATASATデジタルサウンドより少し圧縮した程度、サンプリング周波数は44.1kHzで、ビット深度は20bitである。
転送レートは2.2Mbpsであり、実際には、上記に上げた音声チャンネル以外にも4チャンネルのバックアップ音声信号や付属データ等を同時に読み込んでいる。また、フィルムの片側のトラックの音声をもう片方の音声トラックの別の位置に記録する事で、万一、片方のトラックの音声がフィルムの傷等で無くなったとしても、もう片方の別の位置にある同じデータから再生する事が可能となっており、デジタル音響システムの中で唯一デジタルデータのバックアップを有しているシステムである。もちろん、従来のアナログ音声トラックも記録しているため、デジタル音声の再生不良時にはアナログ音声トラックで再生を継続でき、３重のバックアップを備えている。

### 特徴
- 現在、劇場再生のみしか対応していない。（民生フォーマットにはない。）
- デジタルデータがフィルムの両端に記録されているため、上映がロングランになるとフィルムに傷がつき、再生時にエラーが起き、アナログ音声の上映となりやすい。
- 日本においては再生機が普及しておらず、再生できる劇場は少ない。

## SDDSで上映している映画館
- イオンシネマ久御山
- ユナイテッドシネマアクアシティお台場(旧シネマメディアージュ)
- シネマイクスピアリ
- 札幌シネマフロンティア
- TOHOシネマズ市川コルトンプラザ
- ユナイテッド・シネマ真正16
- MOVIX利府
- TOHOシネマズ日比谷スクリーン12・13
- 109シネマズ木場
- イオンシネマ海老名